# Villa Rosa
Villa Rosa es una localidad argentina perteneciente al partido bonaerense del Pilar.
Se encuentra a tan solo 10 kilómetros de la ciudad cabecera del partido del Pilar. Con sus más de 45.000 habitantes es la localidad con mayor crecimiento en los últimos años, pero también la que afronta mayores problemas dado que su infraestructura y servicios siguen siendo los de un pueblo. Se encuentra a 10 km del parque industrial Pilar que emplea a 5000 personas de la localidad. Actualmente cuenta con un centro de salud, una comisaría y un destacamento de bomberos fundado el 27 de octubre del año 2002 y es el primer destacamento del Cuartel Central que se encuentra en la ciudad de Pilar, además desde el 2008 hay consultorios externos de la UOM (Unión Obrera Metalúrgica). 
HISTORIA:
Un terrateniente de Buenos Aires donó unas parcelas para la construcción de una estación de trenes sobre la traza de lo que hoy es la línea Belgrano Norte. La esposa del hacendado, Rosa Boggio, puso con su nombre el nuevo apeadero: Villa Rosa. La estación demandó una construcción de tres años y el tren paró allí por primera vez el 30 de enero de 1912. 

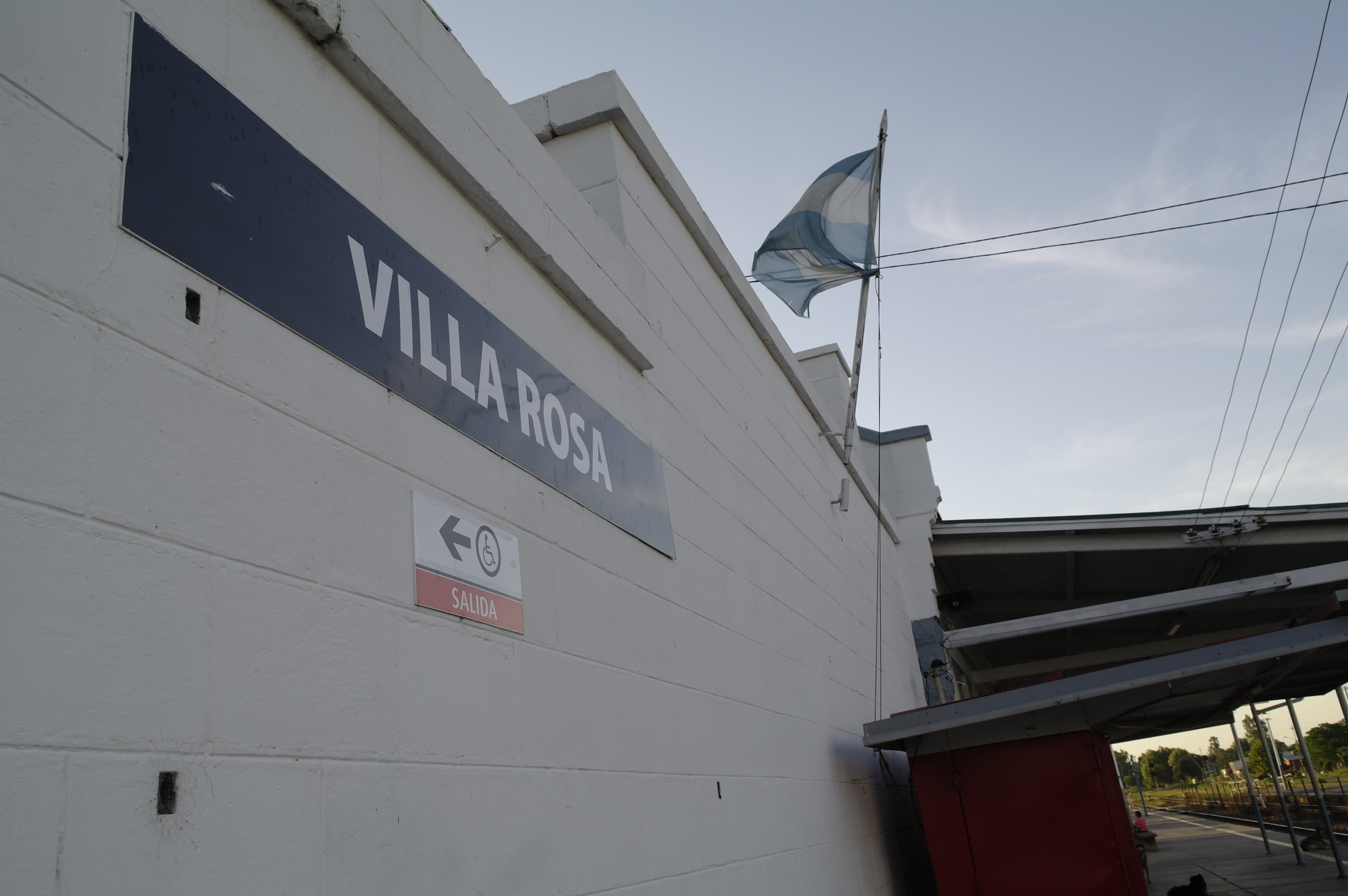
Estado de la estación pintada y en buenas condiciones.

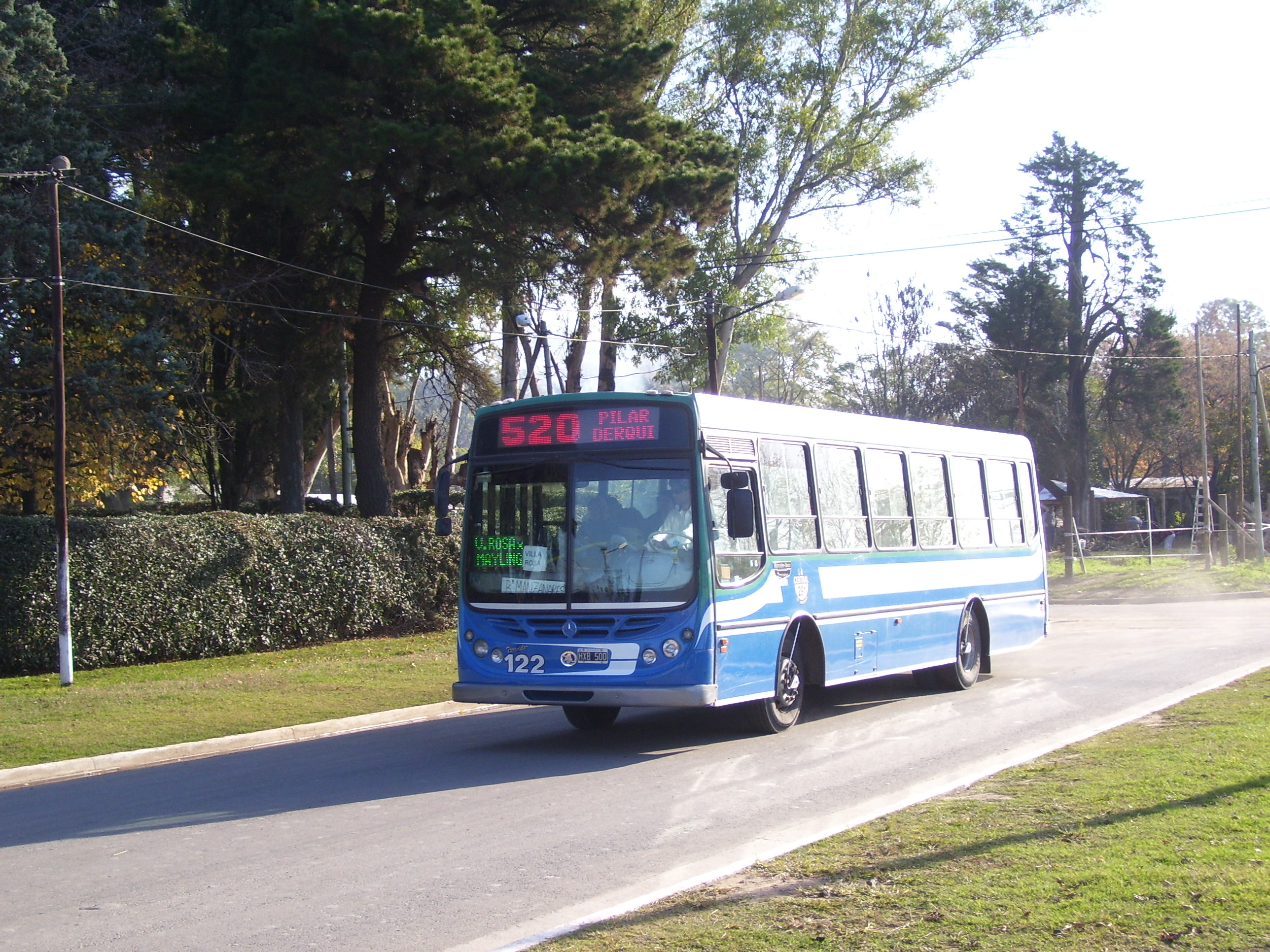
291 prestando nuevos servicios en el pueblo.

## Transportes

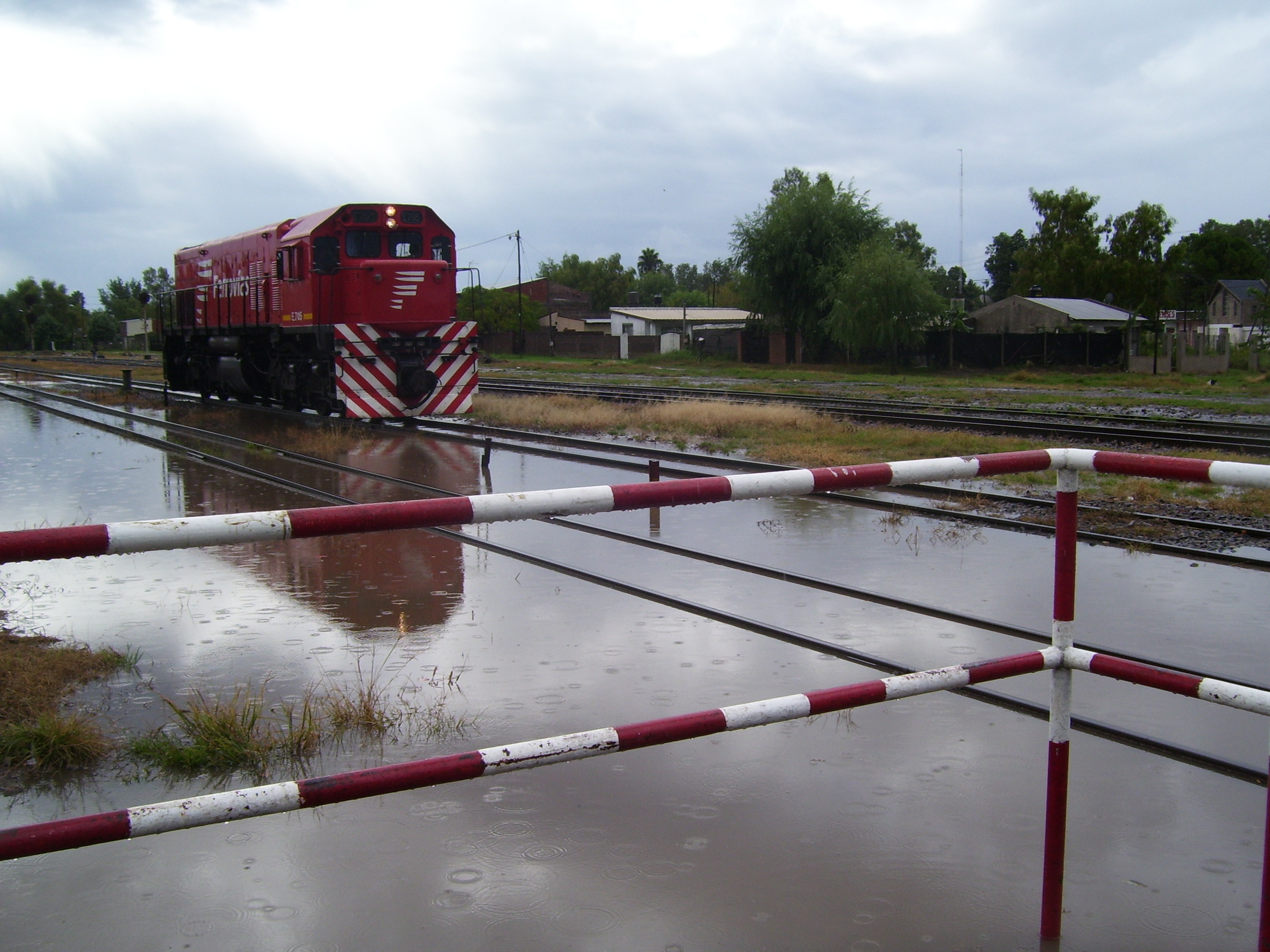
Locomotora, inundación febrero de 2010.

Posee una estación de ferrocarril perteneciente al Ferrocarril General Belgrano, terminal norte del servicio urbano de pasajeros de la línea Belgrano Norte. Además es frecuente el paso de cargueros de la empresa estatal Trenes Argentinos Cargas.
La ruta provincial 25 une este pueblo con las ciudades vecinas de Pilar y Belén de Escobar. En todo su trayecto por la localidad se la denomina avenida Doctor Honorio Pueyrredón.
El servicio de colectivos es brindado por la línea 501 y la 276. Ambas discriminan a los usuarios locales con precios altos (en General Rodríguez los usuarios de la 276 pagan una tarifa más económica), y unidades antiguas que conllevan un riesgo para la integridad física de los usuarios, en el año 2009 comenzó a circular la línea 510, tiene tarifas más económicas y tiene unidades en mejor estado.
Afortunadamente la Línea 291 actualmente presta un reciente servicio entre Derqui y Villa Rosa, alcanzando una región olvidada del pueblo como lo es el barrio El Escondrijo y también la zona del escuela 34 al fondo, la empresa presta un servicio con 5 unidades de última generación, con una frecuencia de 20 minutos, el volumen de gente que utiliza tanto dentro del pueblo como para ir a Derqui o al K50, aumenta día a día, conectando al pueblo cada vez más.
Actualmente. Muchos vecinos están con la iniciativa de reinstalar el viejo servicio de tren de pasajeros al parque industrial Pilar. La extensión de la concesión de Ferrovías hasta el Apeadero pK 61. Daría un gran impulso económico y de desarrollo a la localidad. Podría convertirse en un centro de transferencia destacado, convirtiendo Villa Rosa en un punto neurálgico 16 500 trabajadores tiene el PIP (parque industrial Pilar, 1 tren por hora tiene Villa Rosa durante 17 de las 24 Horas por día por lo tanto aumentar la frecuencia es actualmente necesario, más aún en caso de concretarse el proyecto. 3000 Trabajadores del PIP usarían el servicio según un sondeo realizado por la Cámara Empresarial del Parque Industrial. 60 Minutos se tarda utilizando hoy en día transporte público para ir al PIP cuando en tren solo se tardarían 8 minutos. Ningún Banco o cajero automático tiene Villa Rosa.

## Economía
Si bien desde los inicios de siglo en la localidad la principal actividad fue la ganadería, puede decirse que hoy en día la localidad se ve inmersa en el centro del área industrial de la zona norte del Gran Buenos Aires, teniendo como puntos referentes el PIP (Parque Industrial Pilar) y la región Zárate-Campanaa unos kilómetros más al Este, la cual tiene una vital importancia por sus puertos sobre el Río Paraná de las Palmas. Desde la llegada del primer tren en 1912, y por unos 40 años, es para destacar que en el tren se cargaban miles de litros de leche en tambos de 20 litros, para luego ser trasladas a la ciudad de Buenos Aires, Munro, más precisamente; estas formaciones ferroviarias se conformaban mixtas combinando coches de pasajeros y vagones de carga.
A partir del nuevo siglo, el auge de los barrios cerrados en la localidad y alrededores, convirtió a Villa Rosa en hogar de muchos empleados de los mismos, desde vigiladores a parquistas. Los cuales cobran sueldos muy bajos, padeciendo una explotación clara por parte de los grandes emprendimientos privados. Estas mismas personas se ven en la obligación de no tener sus casas en regla, o con grandes falencias, son los más vulnerables en cuanto a fenómenos climáticos y "el abandono" por parte del Estado.
Hasta hace unos años solo 4 cuadras eran el centro de la zona comercial además de la ruta 25. Últimamente cada vez hay más comercios de mediana importancia. Solo contamos con un supermercado de cadenas importantes.
Las viejas "quintas" de personas que se radicaban en la localidad, bolivianos en su mayoría, que se dedicaban a la agricultura están desapareciendo producto del avance de la población y de los barrios privados. Hoy estas personas, que en su mayoría llegaron en los últimos servicios de trenes desde Bolivia cerca de 1970, cambiaron esta actividad por la venta de ropa y el comercio, destacándose en ser controladores de una buena cantidad de locales céntricos.

## Ecología
La fauna y la flora de Villa Rosa sigue siendo muy rica, se conservan plantas autóctonas y animales silvestres en algunas zonas, la Reserva Natural del Pilar tiene 2 hectáreas a la vera del Río Luján en la localidad. Sin embargo actualmente la deforestación está acabando con robles y eucaliptos muy antiguos, lo que significa un daño irreparable. También la mal planificación en la urbanización derivó en que existan zonas de vulnerabilidad con riesgos de inundaciones para la población. La instalación de barrios cerrados con sus correspondientes movimientos de tierra y canalizaciones de aguas de lluvia están generando que las napas se sequen o se canalicen directamente al Río Luján lo que afecta severamente a la población.

## Educación
Posee cinco escuelas públicas: escuela nº 13 Juana Paula Manso (barrio Luchetti)escuela nº 14 Fray Luis Beltràn (Villa Rosa centro) escuela nº 34 (Doctor Renè Favaloro)escuela nº 43 (barrio Pellegrini)y escuela nº 48 Presidente Nèstor Carlos Kirchner (barrio Luchetti Este), esta última fue fundada el 24 de junio del 2009. En cuanto a la gestión privada se destacan dos escuelas religiosas:la Escuela Complejo Evangélico Pilar, situado sobre Ruta 25 y Chubut, que cuenta con nivel primario y secundario además de jardín de infantes,y el Instituto Parroquial Santa Rosa de Lima, también con nivel primario y secundario. Otras instituciones que prestan servicios educativos son: la escuela de enseñanza media nº 5, Julio Cortàzar, dos escuelas municipales y una de formación profesional.Villa Rosa también cuenta con el jardín de Infantes Los Enanitos, de gestión privada, y tres jardines públicos.
En el centro de la localidad (calle Belgrano 2463) se encuentra emplazada la Biblioteca Popular Ernesto Sábato, Villa Rosa que en la actualidad, cuenta con más de 100 socios activos y cerca de 8000 libros, y es hoy en día un digno lugar para dar rienda suelta al placer de la lectura y la investigación.
También funciona como centro cultural.

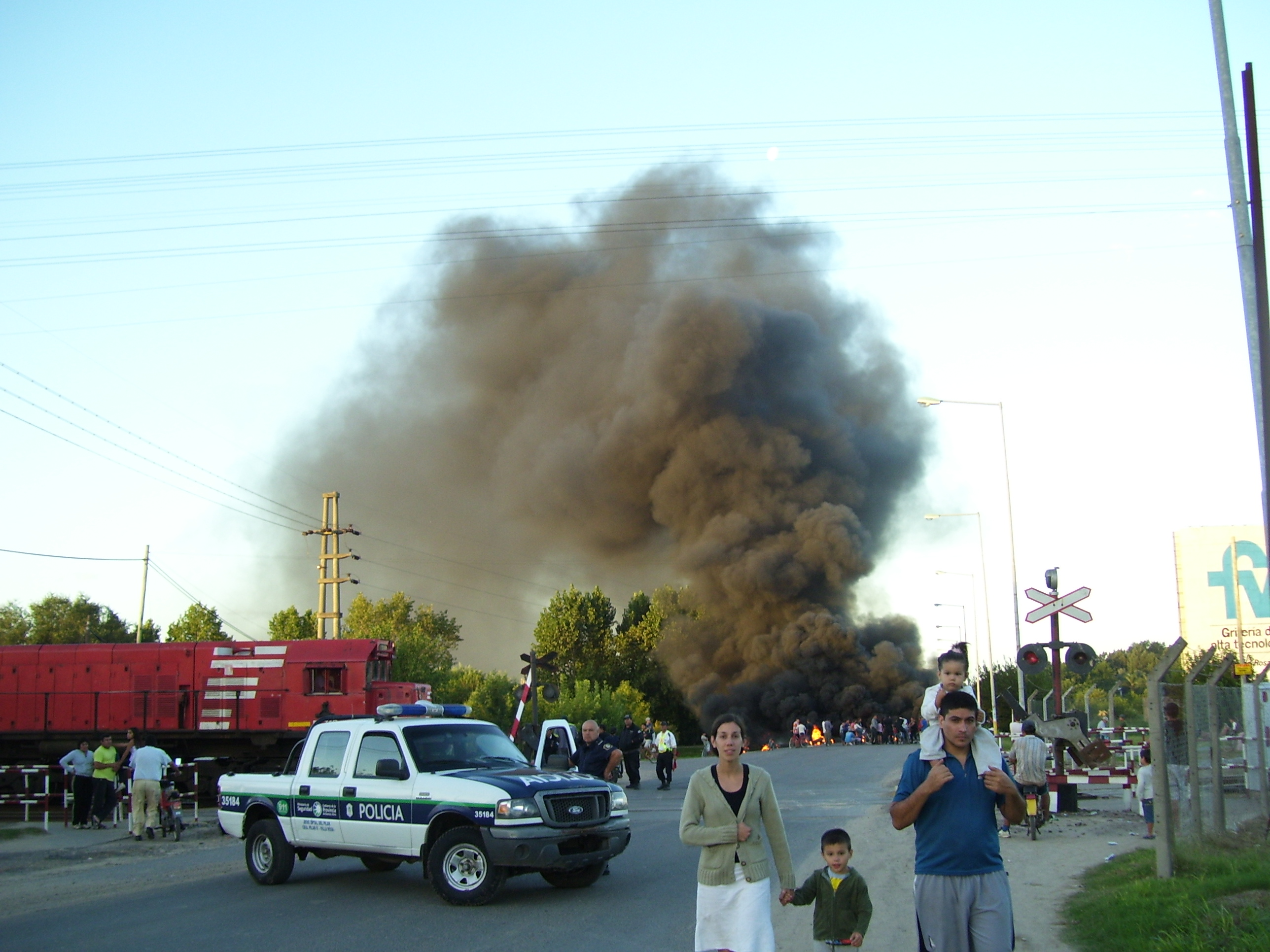
Manifestación en Villa Rosa.

## Geografía

### Población
Cuenta con 45,000 habitantes (Indec, 2010), lo que representa un gran ascenso a los 30,212 habitantes (Indec, 2001) del censo anterior.
| Gráfica de evolución demográfica de Villa Rosa entre 1991 y 2010 |
|                                                                  |
| Fuente: Censos nacionales del INDEC                              |

Actualmente Villa Rosa está acrecentando su población gracias a la consolidación de nuevos barrios cerrados que han surgido en alrededores del centro como por ejemplo el homónimo barrio Villa Rosa, Buen Retiro, Pilares, etc; todos estos cuentan con asfaltos, gas natural y agua corriente a diferencia de todos los habitantes que viven fuera de estos barrios que carecen de los servicios mencionados.

## Residentes célebres
- Fernando De la Rúa.
- Nicolás Ducoté.

## Parroquias de la Iglesia católica en Villa Rosa
| Diócesis  | Zárate-Campana     |
| --------- | ------------------ |
| Parroquia | Santa Rosa de Lima |